# Stodir
Stodir (isländisch: Stoðir, früherer Name FL Group) ist eine isländische Investmentgesellschaft. Sie investiert schwerpunktmäßig in Finanz-, Versicherungs-, Immobilien- und Handelsunternehmen. Sitz des Unternehmens ist die isländische Hauptstadt Reykjavík. Am Finanzplatz London befindet sich eine Niederlassung.
Stodir wurde in der Vergangenheit vor allem durch seine Tochtergesellschaft Icelandair Group international bekannt, die jedoch im Oktober 2006 veräußert wurde. Die zur Icelandair Gruppe gehörenden Fluggesellschaften Icelandair, Loftleidir Icelandic und andere waren rund sieben Jahrzehnte lang bedeutend in der isländischen Luftfahrt- und Tourismusbranche.

## Geschichte
Das Unternehmen wurde am 1. August 1973 unter der Firmierung Flugleiðir als Holding der Unternehmen Loftleiðir (internationaler Auftritt unter den Marken Loftleidir Icelandic, Icelandic Airlines, Icelandic) und Flugfélag Íslands (internationaler Auftritt unter der Marke Icelandair) gegründet. 1978 übernahm Flugleiðir sämtliche Anteile an den beiden Fluggesellschaften und fusionierte sie am 1. Oktober 1979 zur neuen Fluglinie Icelandair. Zeitgleich erwarb Flugleiðir eine Mehrheitsbeteiligung an der Charterfluggesellschaft Eagle Air of Iceland.
2002 wurden die Fluggesellschaftsaktivitäten in die Tochtergesellschaft Icelandair Group ausgelagert. 2005 erfolgte die Umwandlung in eine Investmentgesellschaft und die Umbenennung in FL Group. In den folgenden Jahren beteiligte sich die Gesellschaft an internationalen Luftfahrt- und Finanzunternehmen, darunter Sterling Airlines, easyJet und die isländische Bank Glitnir.
Am 4. Juli 2008 nahm die FL Group den Namen Stodir an und erwarb 39 % der Einzelhandelsgruppe Baugur. Im Zuge der Finanzkrise geriet Stodir in schwere finanzielle Schwierigkeiten, nachdem ihr größtes Investment – ein Anteil von 32 % an der Glitnir Bank – teilverstaatlicht worden war. Im September 2008 stellte das Unternehmen einen Antrag auf Schuldenmoratorium, um eine Insolvenz abzuwenden. Die Restrukturierung wurde in den Folgejahren schrittweise umgesetzt.
2014 meldete Stodir den erfolgreichen Abschluss der Sanierung und die Rückkehr zu einer aktiven Investmenttätigkeit. Seitdem investiert die Gesellschaft wieder in isländische Unternehmen, vor allem in den Bereichen Versicherungen, Fischerei, Industrie und Dienstleistungen. Zu den aktuellen Kernbeteiligungen zählen u. a. die Versicherungsgesellschaft TM hf. und das Fischereiunternehmen Brim hf.

## Beteiligungen
- Baugur Group (Einzelhandelsinvestor): 39 %
- Bayrock Group: US-amerikanischer Immobilienprojektentwickler (2007 hat Stodir ein 50/50-Gemeinschaftsunternehmen mit Bayrock gegründet)
- Glitnir (Bank): (32 %)
- Landic Property (Immobilieninvestmentunternehmen in den Nordischen Ländern): 39,8 % (seit 2007, hielt bereits zuvor kleineren Anteil)
- Refresco (größter europäischer Abfüller von Fruchtsaft- und Softdrink-Handelsmarken, deutsche Tochter: Krings): seit Mai 2006 Mehrheitseigner
- Royal Unibrew: zweitgrößte Brauereigruppe und größter Bierexporteur der Nordischen Länder (25,54 % = größter Einzelaktionär)[4]
- TM (Tryggingamiðstöðin Ltd.; isländisches Versicherungsunternehmen): 99 % (seit 2007)